# Brazii, Arad
Brazii, mai demult Saturău (în maghiară Raj), este satul de reședință al comunei cu același nume din județul Arad, Crișana, România.

## Așezare
Localitatea Brazii este situată în sud-estul județului, la poalele Munților Zarandului, la o distanță de 111 km față de municipiul Arad.

## Istoric
Prima atestare istorică a satului este din 1553, unde apare cu numele Raj sau Ray, satul făcând parte din domeniul Vărădiei. Din 1551 face parte din domeniul Petrovics, în 1555 din domeniul Losonczy, apoi în 1612 Brazii este dania principelui Gabriel Bathory. Din 1732 intră în domeniul Mutina, pentru ca din 1760 să aparțină Erariului. În 1819-1821 Erariul vinde domeniul familiei Hampl. La începutul secolului al XIX-lea Saturău a fost mutat pe actuala vatră la poalele „Deluțului”.

## Economie
Alături de agricultură, industria materialelor de construcții, industria exploatării si prelucrării lemnului au ponderi importante în economia așezării.

## Turism
Alături de peisajele montane de o rară frumusețe, Brazii deține un fond turistic antropic de mare valoare. Dintre acestea se pot aminti și biserica de lemn "Adormirea Maicii Domnului" construită în anul 1866.

## Personalități
- Andrei Magieru (1891-1960), episcop ortodox al Aradului